# بیرزبوگا
بیرزبوگا 
(به مالتی: Birżebbuġa) شهری در ناحیهٔ مالت جنوب شرقی واقع در کشور مالت است که در سال ۱۹۹۵ میلادی ۷٫۳۰۷ نفر جمعیت داشته اما جمعیت آن در سال ۲۰۰۵ میلادی ۸٫۶۶۸ نفر بوده‌است.